# Малабо
Малабо (произнасяно: ˈmæləboʊ) е столица на Екваториална Гвинея. Разположен е на северния бряг на остров Биоко (бивш Фернандо Поо) по ръба на потънал вулкан. Населението на града нараства бързо и е около 150 хил. души по данни от 2005, което го прави втори по големина в Екваториална Гвинея след бившата столица Бата.

## История
През 1827 г. градът е открит от британците, които вземат под наем целия остров от испанците по време на колониалния период. Пристанището е кръстено Порт Кларанс, използва се като морски пост в усилията да се прекрати търговията с роби. Заселват се много освободени роби, още преди да се основе Сиера Леоне като колония за освободени роби. Макар че много от тях по-късно се преместват в Сиера Леоне, някои от техните наследници, наречени фернандинци (по старото име на остров Биоко), могат все още да бъдат открити в Малабо и околностите му, където образуват отделна етническа група, говореща собствен афропортугалски опростен диалект.
Когато островът е върнат под цялостен испански контрол, Малабо е преименувано на Санта Изабел. Предпочетен е за столица през 1969 г., като дотогава главен град на Екваториална Гвинея е град Бата. Преименуван на Малабо през 1973 г. като част от кампанията на президента Франсиско Масиас Нгуема за подмяна на европейските топонимически имена с „автентични“ африкански.
По време на неговия период на терор, Масиас Нгуема провежда почти геноцид над местното малцинство на етническите буби, които представляват мнозинството на остров Биоко и това довежда много от членовете на неговото собствено племе фанг в Малабо. В края на неговото управление Екваториална Гвинея е наричана понякога „Аушвиц на Африка“, а голяма част от населението, съставляващо по онова време около 1/3 от населението на страната, го напуска. Малабо все още се възстановява от белезите от този период.

## Климат
Със средногодишна температура от 25 °C и годишни валежи от 1900 мм, има едни от най-тежките климатични условия в големия Гвинейски залив.

## Откриване на петрол
Малабо е значително засегнато от нарасналото сътрудничество на властта с петролната промишленост по време на управлението на президента Теодоро Обианг Нгуема Мбасого. Петролното производство достига до 360 000 барела дневно (2004 г.). Увеличеното производство води до двойно увеличаване на населението на столицата, но много малка част се инвестира в развитие на града.

## Въздушен транспорт
Малабо има добри връзки по въздух, тъй като се обслужва от няколко превозвача, включително Иберия, Суисеър, Спанеър, Еър Франс, КЛМ (KLM), Джетеър и Луфтханза, така също още няколко регионални авиолинии предлагат услугите си в района на страната и град Бата в континенталната част на Екваториална Гвинея. Пътуването с тези международни превозвачи трябва предварително да бъде обмислено, тъй като страната няма капацитет да прилага безценните авиостандарти и контролът на въздушния трафик е встрани от най-доброто.